# Piraci z Karaibów (seria)

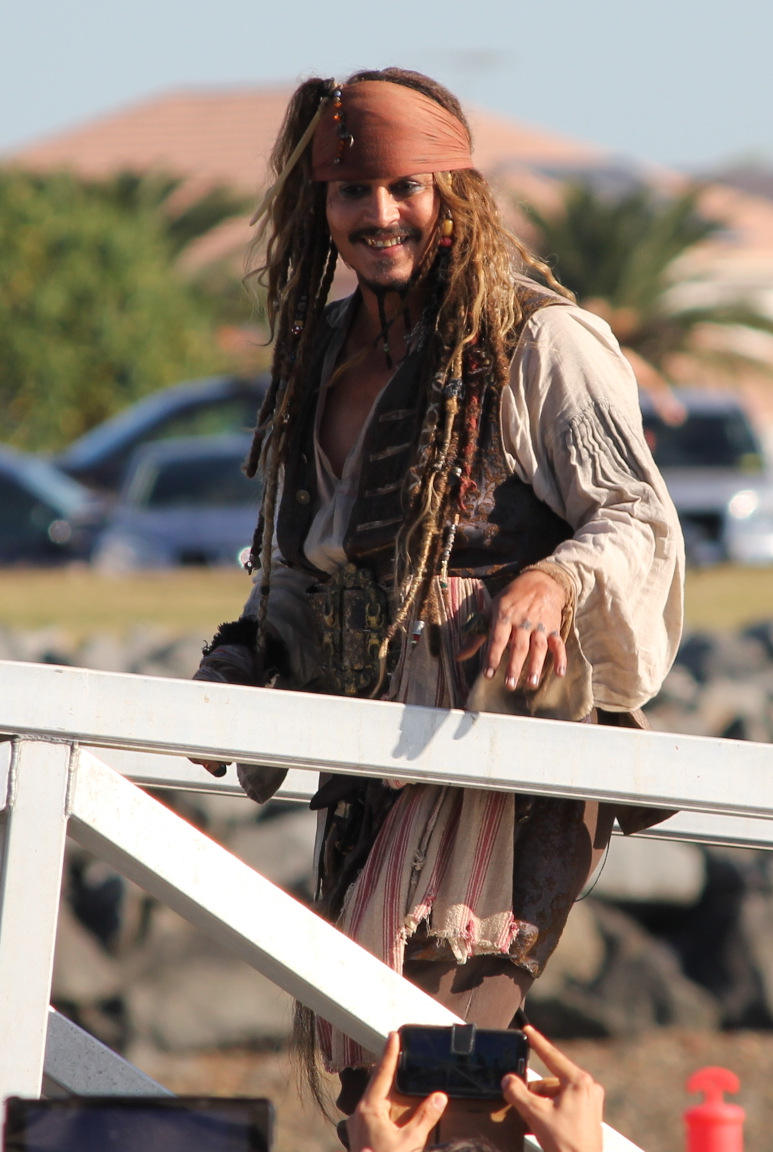
Johnny Depp jako kapitan Jack Sparrow (2015)

Piraci z Karaibów – seria amerykańskich filmów przygodowych wyprodukowanych przez Jerry’ego Bruckheimera i Walt Disney Pictures, z Johnnym Deppem, Keirą Knightley, Geoffreyem Rushem i Orlando Bloomem w rolach głównych.
Seria powstała w oparciu o przedstawienia Piraci z Karaibów, wystawiane w Disneylandzie.
Do tej pory powstało pięć filmów:
| Tytuł polski                            | Tytuł angielski                                        | Rok Premiery | Reżyseria                      |
| --------------------------------------- | ------------------------------------------------------ | ------------ | ------------------------------ |
| Piraci z Karaibów: Klątwa Czarnej Perły | Pirates of the Caribbean: The Curse of the Black Pearl | 2003         | Gore Verbinski                 |
| Piraci z Karaibów: Skrzynia umarlaka    | Pirates of the Caribbean: Dead Man’s Chest             | 2006         | Gore Verbinski                 |
| Piraci z Karaibów: Na krańcu świata     | Pirates of the Caribbean: At World’s End               | 2007         | Gore Verbinski                 |
| Piraci z Karaibów: Na nieznanych wodach | Pirates of the Caribbean: On Stranger Tides            | 2011         | Rob Marshall                   |
| Piraci z Karaibów: Zemsta Salazara      | Pirates of the Caribbean: Dead Men Tell No Tales       | 2017         | Joachim Rønning Espen Sandberg |

Siłą sprawczą całego cyklu jest producent Jerry Bruckheimer, zaś za scenariusz odpowiedzialni są Terry Rossio i Ted Elliott. Fabuła czwartej części bazuje na powieści Tima Powersa On Stranger Tides.
Filmy okazały się niezwykłym sukcesem finansowym, przynosząc razem przeszło 3,7 mld USD. Zdobyły 11 nominacji i jedną statuetkę Oscara.
Na podstawie filmów powstało kilkanaście gier komputerowych, dwie serie książek dla młodzieży oraz liczne inne adaptacje i wykorzystania franczyzy.

## Obsada
| Postać                     | Film                        | Film                     | Film                    | Film                        | Film                   |
| Postać                     | Klątwa Czarnej Perły (2003) | Skrzynia umarlaka (2006) | Na krańcu świata (2007) | Na nieznanych wodach (2011) | Zemsta Salazara (2017) |
| -------------------------- | --------------------------- | ------------------------ | ----------------------- | --------------------------- | ---------------------- |
| Kapitan Jack Sparrow       | Johnny Depp                 | Johnny Depp              | Johnny Depp             | Johnny Depp                 | Johnny Depp            |
| Hector Barbossa            | Geoffrey Rush               | Geoffrey Rush            | Geoffrey Rush           | Geoffrey Rush               | Geoffrey Rush          |
| Joshamee Gibbs             | Kevin McNally               | Kevin McNally            | Kevin McNally           | Kevin McNally               | Kevin McNally          |
| Will Turner                | Orlando Bloom               | Orlando Bloom            | Orlando Bloom           |                             |                        |
| Elizabeth Swann            | Keira Knightley             | Keira Knightley          | Keira Knightley         |                             |                        |
| komandor James Norrington  | Jack Davenport              | Jack Davenport           | Jack Davenport          |                             |                        |
| gubernator Weatherby Swann | Jonathan Pryce              | Jonathan Pryce           | Jonathan Pryce          |                             |                        |
| Pintel                     | Lee Arenberg                | Lee Arenberg             | Lee Arenberg            |                             |                        |
| Ragetti                    | Mackenzie Crook             | Mackenzie Crook          | Mackenzie Crook         |                             |                        |
| Anamaria                   | Zoe Saldaña                 |                          |                         |                             |                        |
| Davy Jones                 |                             | Bill Nighy               | Bill Nighy              |                             |                        |
| Bill Turner                |                             | Stellan Skarsgård        | Stellan Skarsgård       |                             |                        |
| Cutler Beckett             |                             | Tom Hollander            | Tom Hollander           |                             |                        |
| Tia Dalma                  |                             | Naomie Harris            | Naomie Harris           |                             |                        |
| Sao Feng                   |                             |                          | Chow Yun Fat            |                             |                        |
| Kapitan Teague             |                             |                          | Keith Richards          | Keith Richards              |                        |
| Angelica                   |                             |                          |                         | Penélope Cruz               |                        |
| Czarnobrody                |                             |                          |                         | Ian McShane                 |                        |
| Kapitan Salazar            |                             |                          |                         |                             | Javier Bardem          |